# Salicin
Salicin ist ein Glucosid, in dem Salicylalkohol (Saligenin) β-glycosidisch an Glucose gebunden vorliegt. 1828 wurde es erstmals von Johann Andreas Buchner aus der Rinde von Weiden isoliert (und etwa gleichzeitig auch vom Apotheker Pierre-Joseph Leroux (1795–1870)), der dieser Verbindung auch ihren Namen gab, abgeleitet von dem lateinischen Wort salix für Weide.

## Natürliches Vorkommen

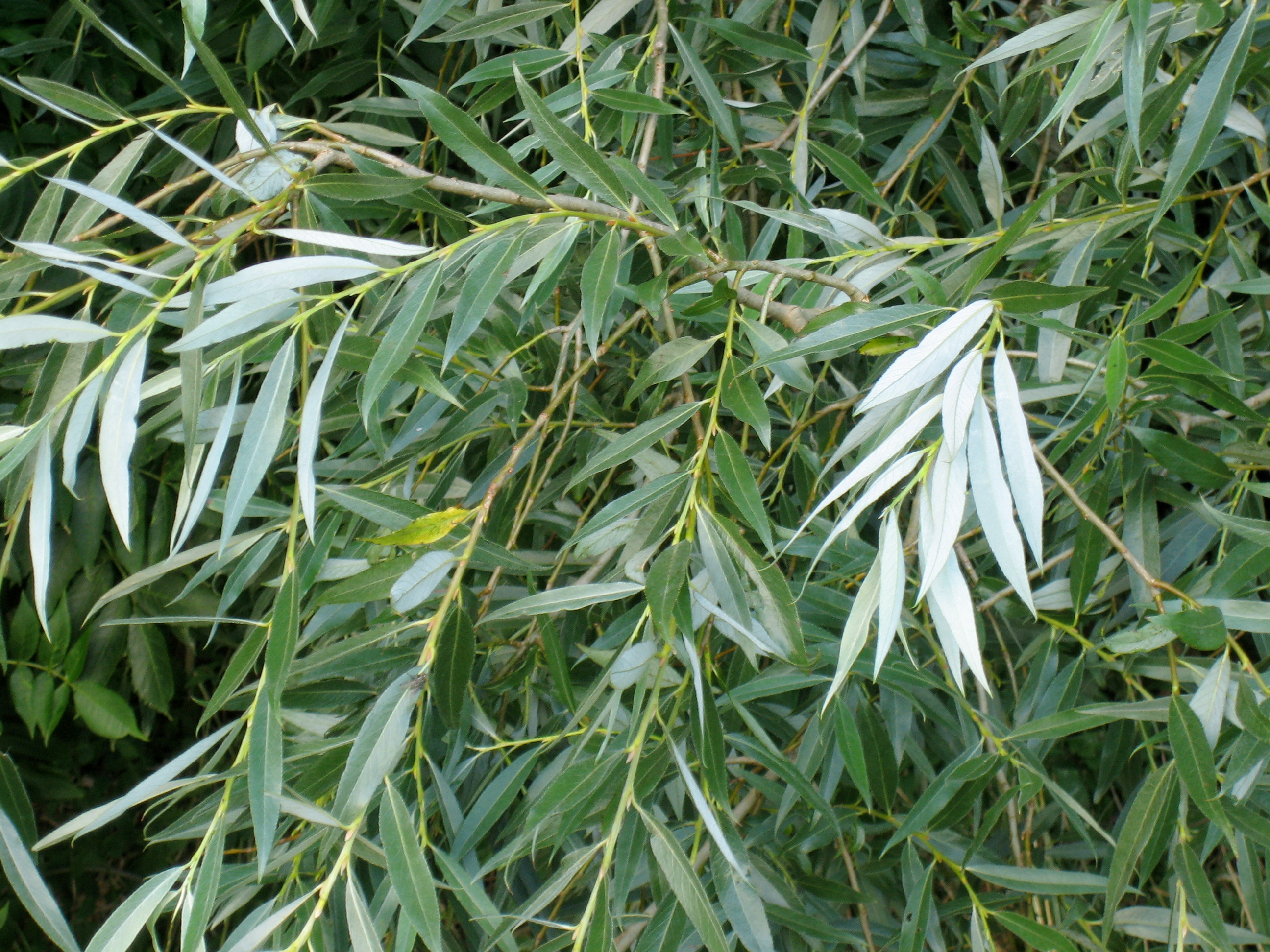
Blätter der Silber-Weide

Salicin und andere Derivate der Salicylsäure kommen in der Natur in Weiden (z. B. Silberweide), im Kraut des Wilden Stiefmütterchens (Viola tricolor), im Echten Mädesüß (Filipendula ulmaria, Syn.: Spiraea ulmaria), in der Scheinbeere (Gaultheria procumbens) sowie in Pappeln (Populus alba, P. candicans, P. nigra und P. tremula) vor.

## Gewinnung
Salicin wird aus Pflanzen (vorwiegend aus der Weidenrinde) isoliert.

## Pharmakologische Wirkung
Salicylalkoholglycoside (wie Salicin, Salireposid, Salicortin, Fragilin, Picein u. a.) werden im Darm gespalten zu Glucose und dem Aglycon Salicylalkohol, das dann in der Leber oxidativ zu Salicylsäure (2-Hydroxybenzoesäure) umgewandelt wird. Die Salicylsäure hemmt die Synthese von Prostaglandinen durch Blockierung des Enzyms Cyclooxygenase (COX) und wirkt so unter anderem analgetisch. Allerdings zeigte eine dreiarmige Studie bei täglicher Einnahme von Weidenrindenextrakt mit Salicin (240 mg/d) einen im Unterschied zu Acetylsalicylsäure (100 mg/d) wesentlich geringeren Effekt auf die Thrombozytenaggregation.